# شيخ عبد الله (أرزوئية)
شیخ عبد الله (أرزوئیة) (بالفارسية: شیخ عبدالله) هي قرية تقع في إيران في Arzuiyeh Rural District. يقدر عدد سكانها بـ 46 نسمة .